# Kirchseeon
Kirchseeon è un comune tedesco di 9 395 abitanti, situato nel land della Baviera.